# José Francisco Leal
José Francisco Leal (Rio de Janeiro, 1792 - 4 de julho de 1829) foi um compositor brasileiro, considerado o melhor tenor carioca dos anos 1820 e autor da coletânea "Modinhas de bom gosto".